# Kattenturm (Schiff, 1944)
Die 1944 fertiggestellte Kattenturm der Deutschen Dampfschiffahrts-Gesellschaft „Hansa“ (DDG „Hansa“) war ein Standard-Frachtschiff vom Typ Hansa-A.

Nach einem Plan von Mitte 1944 sollte die Bremer Reederei 16 Neubauten im Rahmen des Hansa-Programms erhalten, davon sieben Schiffe vom Typ A. Tatsächlich wurden bis zum Kriegsende fünf Schiffe des kleinen Typs für die DDG „Hansa“ fertiggestellt.
Die zweite Kattenturm kam als erstes Standardfrachtschiff der Reederei am 16. März 1944 in Dienst und wurde beim Kriegsende 1945 in Brunsbüttel von den Briten beschlagnahmt. Als Empire Eden, Lowland und Mary Enid blieb das Schiff bis 1963 unter britischer Flagge in Fahrt.
1963 wurde es dann Stelianos unter griechischer, 1964 Marynik unter liberianischer Flagge und 1967 schließlich Eurypides unter der Flagge Panamas, ehe die ehemalige Kattenturm 1969 in Hongkong abgewrackt wurde.

## Geschichte des Schiffes
Die DDG „Hansa“ gehörte im Zweiten Weltkrieg zu den acht Reedereien, die am 23. Juni 1942 die „Schiffahrt Treuhand G.m.b.H.“ mit dem Ziel gründeten, den vertraglichen und finanziellen Rahmen eines Programms zum Serienbau von Einheitsfrachtschiffstypen zu entwickeln, das die Kriegsverluste der deutschen Reeder ausgleichen sollte.

Im Rahmen des Hansa-Bauprogramms wurden drei Schiffstypen (Hansa Typ A, Typ B, Typ C) entwickelt, die vorwiegend für die zugänglich gebliebenen Fahrtgebiete der Nord- und Ostsee konzipiert wurden. Für jeden Typ wurde eine sogenannte „Vorbauwerft“ bestimmt, nach deren Entwurf die Serienbauten zu bauen waren. Dieses waren die Deutsche Werft in Hamburg für den kleinen Typ A. Der Bau der Schiffe sollte auf deutschen und Werften in von Deutschland besetzten Staaten erfolgen. Im Juli 1944 waren für die Bremer Reederei sieben Schiffe vom Typ A, vier vom Typ B und fünf vom großen Typ C in Planung.
Die zweite Kattenturm war zu diesem Zeitpunkt dieser Planung als erstes Einheitsfrachtschiff der Reederei schon abgeliefert. Sie war als Schiff vom kleinen Typ Hansa A mit 1923 BRT vermessen und hatte eine Tragfähigkeit von 3800 tdw. Sie war 91,85 m lang, 13,56 m breit und hatte einen Tiefgang von bis zu 6,18 m. Eine von Rheinmetall-Borsig in Berlin entwickelte 4-Zylinder Doppelverbund-Dampfmaschine vom Typ LES 9 leistete 1200 PSi, wirkte auf eine Schraube und gab dem Schiff eine Geschwindigkeit von 10 Knoten (kn). Das Ladegeschirr bestand aus je einem 30-t- und 10-t-Ladebaum sowie zehn 5-t-Ladebäumen an den zwei Masten und vier Ladebaum/Lüfterpfosten nebeneinander vor dem Brückenhaus und dem Deckshaus auf der Poop. Wie alle Schiffe vom Typ A wurde auch sie mit einer Flakplattform auf dem Vorschiff und zwei kleineren Plattformen auf dem Brückenhaus gebaut. Das unter der BauNr. 425 bei der Deutschen Werft AG in Hamburg gefertigte Schiff war im Auftrag der Schiffahrt Treuhand GmbH am 2. Oktober 1943 auf Kiel gelegt worden und am 18. Januar 1944 als Kattenturm vom Stapel gelaufen.

Am 16. März 1944 war es an die Deutsche Dampfschiffahrts-Gesellschaft „Hansa“ in Bremen abgeliefert worden. Anders als die Einzelschiff gebliebene erste Kattenturm war das zweite Schiff mit dem Namen eines früheren Bremer Festungsforts das erste von neun ähnlichen Schiffen die zwischen 1944/45 und 1952 bis 1969 im Dienst der Reederei standen.
Von den sechs weiteren Bauten für die Reederei wurden noch vier an die DDG „Hansa“ abgeliefert. Die beiden anderen wurden erst nach Kriegsende für die Siegermächte fertiggestellt.

### Einsatzgeschichte derKattenturm
Die Kattenturm wurde von der DDG „Hansa“ im Auftrag der Kriegsmarine zu Transportaufgaben eingesetzt. Bei Kriegsende befand sich das Schiff in Brunsbüttel und wurde von den Briten beschlagnahmt. Inzwischen nach Großbritannien überführt, wurde die Kattenturm im Juni 1945 in Empire Eden umbenannt. Ab 1946 betrieb die schottische Currie Line das Schiff, die es schließlich auch 1947 kaufte und in Lowland umbenannte. Bis 1959 betrieb die Reederei, die ihre Schiffe vor allem auf der Nordsee einsetzte das Schiff, um es dann an die ebenfalls in Leith ansässige „Poseidon Shipping“ zu verkaufen, die es unter dem Namen Mary Enid einsetzte.
1963 erfolgte der Weiterverkauf des Schiffes an die in Piräus beheimatete „Delphic Shipping“, die es in Stelianos umbenannte. Schon 1964 wechselte das Schiff erneut den Besitzer: die Reederei „Marynik Cia“ in Monrovia benannte es in Marynik um. Im Mai 1967 wurde das Schiff wegen bestehender Forderungen an den Reeder in Hongkong an die Kette gelegt. Unklar ist, ob der Verkauf des Schiffes im Herbst über einen Zwischeneigentümer an die „Eurypides Shipping“ in Panama das Schiff unter seinem neuen Namen Eurypides wieder in Fahrt brachte. Die ehemalige Kattenturm wurde als Eurypides 1969 in Hongkong abgebrochen.

### Nutzung von „Hansa A“-Schiffen durch die DDG „Hansa“
Von den sieben für die DDG „Hansa“ in Bau gegebenen Schiffen des Typs „Hansa A“ wurden fünf noch vor Kriegsende an die Bremer Reederei ausgeliefert, von denen nur die im Oktober 1944 abgelieferte Arsterturm schon im Februar 1945 durch die Kriegsereignisse verloren ging. Die anderen wie die beiden unfertigen kamen in den Besitz der Siegermächte und kamen nicht wieder in den Dienst der Bremer Reederei. als letztes dieser Schiffe wurde die in Belgien 1947 fertiggestellte Warturm 1977 abgebrochen.

Neben diesen sieben Schiffen wurden noch zwei ähnliche Schiffe als Brunneck und Roseneck für die DDG „Hansa“ in Schweden Ende 1941 bestellt. Ende 1944 verbot die schwedische Regierung den Export der Schiffe, die auch nie in den Dienst der Bremer Reederei kamen.
1952 kaufte die DDG „Hansa“ das in Hamburg vorhandene Wrack der unfertigen Marienburg vom Typ „Hansa A“ auf und brachte es, nach Fertigstellung und Umbau auf Ölfeuerung beim Werftbetrieb des Norddeutschen Lloyd, im Oktober 1952 als Stahleck in Fahrt. Dieses Schiff wurde im Oktober 1956 in Kattenturm umbenannt, nachdem die DDG „Hansa“ 1956 drei weitere vom Typ „Hansa A“ in Großbritannien und Norwegen angekauft hatte und nach Umbau mit -turm-Namen wieder einsetzte. Sie kamen auf der klassischen Einsatzstrecke der Reederei zum Persischen Golf zum Einsatz. Die vier Schiffe wurden zwischen 1962 und 1969 wieder verkauft und das letzte 1981 abgebrochen.

#### DDG „Hansa“-Schiffe des Typs „Hansa A“
| Name                        | Bauwerft                                 | BRT tdw   | Stapellauf in Dienst  | weiteres Schicksal |
| Kattenturm (2)              | Deutsche Werft BauNr.425                 | 1923 3800 | 18.01.1944 10.03.1944 | 1945 Großbritannien: Empire Eden, Lowlands, Mary Enid, 1963 Griechenland: Stelianos, 1964 Liberia: Marynik, 1967 Panama: Euripides, 1969 Abbruch; |
| Adamsturm (2)               | Deutsche Werft BauNr.433                 | 1923 3240 | 16.06.1944 29.08.1944 | 1945: Großbritannien: Empire Ganymede, Baltanglia, Baltic Pine, 1954 Griechenland: Germania, Kollision, aus Achterschiff 1956 in Deutschland: Auriga, 1965 Abbruch; |
| Arsterturm (2)              | Deutsche Werft BauNr.447                 | 1923 3240 | 13.09.1944 31.10.1944 | am 26. Februar 1945 auf Reise von Swinemünde nach Tromsø mit Munitionsladung durch Bomben und Torpedos britischer Flugzeuge vor Ballaatskjaerne bei Kristiansand versenkt; |
| Fangturm (2)                | Deutsche Werft BauNr.4??                 | 1942 3240 | 23.10.1944 29.12.1944 | 1945 Großbritannien: Empire Gallop, Baltonia, Baltic Oak, 1957 Deutschland: Palmyra, am 27. März 1962 auf einer Reise von Hamburg nach Istanbul mit einer Ladung Stückgut etwa 18 Seemeilen westlich Ushant Leuchtfeuer nach einer Kollision mit dem britischen Motortanker British Mariner (1948, 8576 BRT) gesunken; |
| Imkenturm (2)               | Ablasserdam/NL Flensburg                 | 1923 3800 | 2.03.1944 27.02.1945  | 1945 Großbritannien: Empire Gantry, 1946 Sowjetunion Feodosia, 1947 Polen Olsztyn, 1972 Abbruch; |
| Pagenturm (2)               | Ablasserdam/NL Flensburg                 | 1927 3100 | 7.09.1944 1945        | 1945 Großbritannien: Empire Nairn, Kamuning, 1956 Indien Jalatarang, 1964 Abbruch; |
| Warturm (2)                 | Deutsche Werft BauNr.451                 | 1798 3074 | 15.01.1945 23.08.1947 | fertiggestellt als belgische Kindu, 1951 nach Schweden: Titan, 1967 nach Griechenland, 1977 Abbruch; |
|                             |                                          |           |                       | |
| Mariaeck (2) Adamsturm (3)  | Helsingsborgs Varfs Schweden S, BauNr.64 | 1600 2900 | 25.05.1944 1948       | 1946 an Frankreich: Oasis, Bokor, Oktober 1955 Rückkauf u. Umbau: Adamsturm (2744 BRT / 3672 tdw), Oktober 1961 Verkauf nach Italien: Betty, Massimoemme, Pontina, 1967 bei Paros gestrandet, 1968 Abbruch; |
| Brunneck (1)                | Gävle Varvs/S BauNr.65                   | 2752 4045 | 28.08.1944 1946       | 1945 an Norwegen: Produce,Dana, 1968 Somalia: Heaven Dragon, Ocean Star, 1971 durch Feuer schwer beschädigt, 1973 Abbruch; |
| Roseneck (1)                | Gävle Varvs/S BauNr.66                   | 2722 4045 | 1945 1946             | 1945 an Norwegen: Bris, 1949 Hongkong: Chung Sang, Negobla, 1958 wieder Norwegen, 1969 Somalia: River Dragon, On Ping, 1971 Abbruch; |
|                             |                                          |           |                       | |
| Stahleck (4) Kattenturm (3) | Sliedrecht/NL Hamburg                    | 1985 3239 | 1.06.1944 14.10.1952  | von Stapel als Marienburg, 1945 unfertig bei Luftangriff versenkt, April 1952 Wrack angekauft und beim NDL-Werftbetrieb Fertigbau als Stahleck, 4. Oktober 1956 Umbenennung in Kattenturm, März 1962 verkauft: Mateo/ Panama, 1977 Abbruch;                                                                            |
| Arsterturm (3)              | Deutsche Werft BauNr.450                 | 1764 3138 | 15.01.1945 28.02.1945 | abgeliefert als Betzdorf an Friedrich Krupp AG, 1945 Großbritannien: Empire Gaffer, Baltrader, Baltic Fir, 24. Juni 1956 nach Umbau als Arsterturm in Dienst, 1969 Verkauf nach Indien: Unigoolnar, Sudersan Shakti, 1981 Abbruch;                                                                                     |
| Fangturm (3)                | Krimpen/NL BauNr.726                     | 2742 3582 | 20.10.1943 31.05.1944 | abgeliefert als Brunhilde an Hamburg Süd, 1945 Großbritannien: Empire Game, Canford, 1956 nach Umbau als Fangturm in Dienst, November 1961 verkauft: Panaghia Lourion/Libanon, 1967 Aghia Thalassini/Griechenland, 1970 Zypern, 1974 Abbruch;                                                                          |
| Pagenturm (3)               | Deutsche Werft BauNr.446                 | 1942 3800 | 20.06.1944 29.09.1944 | abgeliefert als Schauenburg an Flensburger DC H. Schuldt, 1945 Großbritannien: Empire Galway, 1946 an Belgien Kinshasa, 1951 Norwegen Anne Reed, 28. September 1956 nach Umbau als Pagenturm in Dienst, 1964 Abbruch;                                                                                                  |